# یاوورنیک (ناحیه سویتاوی)
یاوورنیک (به چکی: Javorník) یک منطقهٔ مسکونی در جمهوری چک است که در ناحیه سویتاوی واقع شده‌است. یاوورنیک ۳۷۹ نفر جمعیت دارد.